# Философские крохи
«Философские крохи» (дат. Philosophiske Smuler) — книга, написанная в 1844 году датским мыслителем Сёреном Кьеркегором под псевдонимом Йоханнес Климакус.

## Содержание
Сёрен Кьеркегор задумывал работу как ответ гегельянству и попыткам историко-критического прочтения Нового Завета, предпринятым Тюбингенской школой. Книга Кьеркегора вышла за пределы злободневных дискуссий 1840-х годов. Центральный вопрос книги — историчность не Писания, а самого Пришествия — истины, чья вечность реализуется в человеческой истории и не имеет другого осуществления, кроме временного. Главной темой книги стала обращённая готовность религии Богочеловека предложить себя в качестве такого парадокса.
Философ пытается осветить принципиальное различие между философским взглядом на жизнь и богословским, противопоставляя эти взгляды. Кьеркегор утверждает, что вера имеет решающее значение для богословия, поскольку она не может быть предметом рационального мышления.

## Структура
Книга состоит из предисловия и пяти глав, в которых разворачивается конфликт между философией и теологией в попытке найти «…историческое место для вечного сознания». К третьей главе прилагается приложение, а кроме того, между четвёртой и пятой главами имеется небольшая интерлюдия. Автор делит первую главу на две позиции: позицию А и позицию В. В первой позиции он опирается в значительной степени на сократовское понимание человеческого существа, души и мира как космоса. Во второй позиции он опирается на христианское понимание, богословский подход, в центре которого находится откровение.
- Глава 1. Мысль-проект

- Глава 2. Бог как учитель и спаситель

- Глава 3. Абсолютный парадокс

Дополнение. Парадокс как оскорбление
- Глава 4. Ученик в ситуации одновременности

Интермеццо
Прибавление
- Глава 5. Ученик-из-вторых-рук

Мораль

## Критика
В литературных кругах большинство авторов хранили молчание и никак не высказывались по поводу вышедшей книги. Несколько анонимных заметок, вышедших по этому поводу, продемонстрировали только нежелание рецензентов дочитывать её до конца. До сих пор сложно найти объяснение такому равнодушию. Возможно, читателей отпугивала излишняя наукообразность книги, однако такой аргумент лишь наводит на новые вопросы.

## Некоторые изречения
- «Если человек изначально обладает условием понимания истины, то он полагает, что раз он сам существует, то существует и Бог».
- «Какая редкая честность — никого не дурачить, даже того, кто хочет быть одураченным и готов рискнуть ради этого вечным блаженством!»
- «Рассудок не может мыслить абсолютно ему внеположное, поэтому то, что его превосходит, рассудок мыслит по себе».
- «Оскорбление, оставаясь вне парадокса, сохраняет правдоподобие; а между тем парадокс — это самое что ни на есть неправдоподобное».